# 植木亨
植木 亨（うえき とおる、3月31日生）は、日本の男性声優。アトリエピーチ所属。群馬県出身。血液型はB型。

## 出演作品

### OVA
- 電気夢想花（中原 文也）

### ゲーム
- 蒼い海のトリスティア（ズリアーニ市長）
- 暁の護衛（佐竹 明敏）
- 暁の護衛〜プリンシパルたちの休日〜（佐竹 明敏）
- 暁の護衛〜罪深き終末論〜（佐竹 明敏）
- アルテミスブルー（レジナルド・ジョンストン）
- アヤカシ散華（浦 時宗）
- いさましいちびの許婚（ビリー、その他）
- イヅナ斬審剣（スカーフェイス）
- ウィザーズクライマー（プシェル、ケンタ、爺、男C）
- エーベンブルグの風（エリック）
- X Change Alternative2（椿谷 巌、ナレーション）
- 幼なじみはベッドヤクザ!（湊川 玲二）
- 想い出にかわる君 〜Memories Off〜（サブキャラクター）
- カスタムレイド4（アシュリー・フリード）
- グリンスヴァールの森の中 〜成長する学園〜（男、若旦那、俺）
- 獄淫の尖塔（岩原 惇太）
- この青空に約束を―（野川伸二郎学園長）※PC
- この青空に約束を― 〜melody of the sun and sea〜（野川伸二郎学園長）※PS2
- 四八（仮）（裳異土の翁、多田羅 善兵衛）
- 巣作りドラゴン（ロベルト・カーロン）
- 3-days Marriage 〜光源氏の恋人〜（皇城 伸二）
- SWAN SONG（柿崎 俊彦）
- ダンシング・クレイジーズ（男支援者、男犯罪者）
- 夏めろ（マサオ先生）
- 南国ドミニオン（小西 豪造）
- 二代目は☆魔法少女（組長、サブ）
- Noel
- BUNNYBLACK（アウゼバッハ卿）
- BUNNYBLACK 2[1]
- VM JAPAN（入道（タクワン））※PS2
- Piaキャロットへようこそ!!G.O. 〜グランド・オープン〜（西明寺 篤志、加藤 孝雄、カメラ師匠）※PC
- ぴあきゃろG.O. TOYBOX 〜サマーフェア〜（西明寺 篤志、加藤 孝雄、カメラ師匠）※PS2
- ぴあきゃろG.O. TOYBOX2 〜スプリングフェア〜（西明寺 篤志、サラリーマン）※PC
- 爆走デコトラ伝説2 男人生夢一路（力弥）
- Missing Blue（猿怒 剛）
- MAID iN HEAVEN SuperS（役名不明）
- 門を守るお仕事[2]
- 雪鬼屋温泉記
- 夢見ヶ丘（校長）
- LOVERS 〜恋に落ちたら…〜（河合和正、ジェットスキーの男、太った大島、セールスマン）
- LOVELY×CATION（主人公の叔父、優希の父）
- LOVELY×CATION2（日向の父）
- 龍が如く（チーマー）
- レベルジャスティス（コゾーン（男））
- オトミミ∞インフィニティー（大黒 良造）[3]
- 揺り籠より天使まで（ガルフォード・デプスター）[4]
- 勇者のくせになまいきだ。（魔王/勇者）
- 景の海のアペイリア（一空観：にのまえくうがん）
- 領地貴族
- なちゅらるばけーしょん
- 金色ラブリッチェ（ボラルコーチェ）
- アマカノ ～Second Season～＋（穂波の父）
- The Talos Principle (エロヒム 日本語吹き替え)  [5]
- 働くオトナの恋愛事情2（浦富 伊知朗）
- 母性カノジョ -子宮 帰還編-（社長）
- あくまで、これは～の物語
- その大樹は魔界を喰らう!（グレイル）
- はるとゆき、
- 手垢塗れの復讐（鵜飼 史人）
- 甘園ぼ ～二人だけのヒミツの遊び～（管理人）
- 金色ラブリッチェ -Golden Time-（ボラルコーチェ）
- 彼女は友達ですか? 恋人ですか? それともトメフレですか?（解説）
- 巣作りカリンちゃん
- 神様のしっぽ ～干支神さまたちの恩返し～
- ユズリハの詩 -異能力組織犯罪対策部 特殊機動隊 第二課-（梧桐局長）

### ドラマCD
- 蒼い海のトリスティア ふたたび! ドラマCD Disc1（ズリアーニ市長、マスター）
- 想い出にかわる君 〜Memories Off〜 ドラマCD（ガラの悪い男）
- Missing Blue 1（猿怒 剛）
- Missing Blue 5（「Go!Peachboys,Go!」ヴォーカル、猿怒 剛）
- 姫騎士物語〜PrincessBlue〜 初回特典オリジナルドラマCD
- 悠久幻想曲3 PerpetualBlue プレリリース（ディレクター）
- 雪色のカルテ オリジナルサウンドトラック（波多 京也）